# Rättsskyddsförsäkring
Rättsskyddsförsäkring är en försäkring som ersätter försäkringstagarens kostnader för det rättsliga förfarandet i tvister som han eller hon är inblandad i. Rättsskyddsförsäkringar började saluföras i Sverige på 1960-talet. Rättsskyddsförsäkring ingår numera som en obligatorisk del av de hemförsäkringar som säljs i landet.
Den som har en rättsskyddsförsäkring som omfattar den ifrågavarande tvisten kan inte få rättshjälp enligt rättshjälpslagen (1996:1619). Rättshjälpen är alltså subsidiär till försäkringen. Vidare gäller att den som saknar en rättskyddsförsäkring men med hänsyn till sitt försäkringsskydd i övrigt eller sina ekonomiska och personliga förhållanden borde ha haft en försäkring (som skulle ha omfattat tvisten) kan få rättshjälp endast om det finns särskilda skäl.

## Översikt
Rättsskydd ingår i hemförsäkringar (för hyresrätt, bostadsrätt eller villa) och betalar den försäkrades kostnader för juridiskt ombud i samband med rättsliga tvister. Även företagsförsäkringar innehåller ett rättsskyddsmoment. I det följande behandlas dock enbart hemförsäkring för privatpersoner. Förloras tvisten betalar rättsskyddet, till skillnad från rättshjälpen, även motpartens kostnader. 
Tvisten ska kunna prövas av allmän domstol. Rättsskyddet gäller alltså inte tvister som handläggs av förvaltningsdomstol (förvaltningsrätt, kammarrätt m m).
Rättsskyddet täcker inte bl.a. arbetstvister, äktenskapsskillnader eller upplösning av samboförhållanden. Inte heller täcks tvister som rör belopp motsvarande halva basbeloppet eller lägre (om du tvistar med ditt eget försäkringsbolag kan du hos de flesta bolag använda rättsskyddet även om det gäller lägre belopp).
I alla rättsskydd finns ett maxbelopp som varierar mellan 75 000 och 250 000 kr beroende på bolag. Självrisken är oftast 20 procent av kostnaderna. 

## Något mer om villkor
Med ett exempel hämtat från Länsförsäkringars villahemförsäkring VH2025 kan de normala villkoren i rättsskyddet belysas. Observera dock att försäkringsbolagens villkor kan variera. Den som behöver veta vilka villkor som gäller i ett enskilt fall måste ta del av villkoren hos försäkringsgivaren i fråga. 

### Allmänt
För att försäkringen ska gälla krävs att den försäkrade företräds av ett lämpligt ombud i tvisten. Ombudet skall vara advokat, biträdande jurist på advokatbyrå eller annan person som uppfyller kravet på lämplighet.
De händelser som ligger till grund för anspråket skall ha inträffat inom Norden. Har de inträffat utom Norden kan rättsskydd beviljas om tvisten gäller den försäkrade i egenskap av resenär. Skyddet gäller också i vissa fall där den försäkrade varit förare eller brukare av motorfordon eller fritidsbåt m.m. utomlands (till exempel vid hyra av en bil).  
Försäkringen gäller den försäkrade i egenskap av privatperson. Skyddet gäller inte i den försäkrades förvärvsverksamhet och inte heller om den försäkrade inte anses ha ett befogat intresse av att få sin sak behandlad.
De händelser som ligger till grund för tvisten måste givetvis ha inträffat efter det att försäkringen trätt i kraft. Rättsskydd kan dock utgå även om försäkringen har upphört att gälla, men bara om grunden för tvisten uppkommit innan försäkringen upphörde. 
Försäkringen gäller för tvist som kan prövas som tvistemål av tingsrätt, hovrätt eller Högsta domstolen. Även tvister som handläggs av mark- och miljödomstolarna kan täckas av skyddet. Rättsskyddet täcker inte brottmål. Inte heller arbetstvister omfattas.   
Vidare gäller rättsskyddet inte i s.k. småmål (när tvisteföremålets värde inte överstiger halva prisbasbeloppet), utom i fall där det är försäkringsbolaget som är den försäkrades motpart.  
Skyddet gäller inte heller i tvist mellan den försäkrade och hans/hennes make eller f.d. make, sambo eller f.d. sambo. Om det gått minst ett år sedan äktenskapet eller sammanboendet upphört kan rättsskydd dock beviljas under förutsättning att tvisten avser något annat än bodelning eller tvist om äganderätt. 
Det finns ett antal ytterligare situationer där rättsskyddet inte kan tas i anspråk, varvid hänvisas till försäkringsbolagens villkor.

### Vilka kostnader täcks?
Rättsskyddsförsäkringen täcker normalt nödvändiga och skäliga kostnader som den försäkrade inte kan få ut av motparten. Alltså ersätts bl.a. ombudets arvode och omkostnader, utredning (om utredningen beställts av ombudet), samt bevisning i rättegång. 
Vidare täcker rättsskyddet, till skillnad från rättshjälp, de rättegångskostnader som den försäkrade ålagts att betala till motpart efter prövning av tvisten.    
Även rättegångskostnader som den försäkrade vid förlikning under rättegång åtagit sig att betala till motpart täcks av skyddet, men bara om det är uppenbart att domstolen skulle ha ålagt den försäkrade att betala rättegångskostnader med högre belopp om tvisten hade prövats.
Försäkringen täcker inte kostnader för eget arbete, förlorad inkomst, resor och uppehälle eller andra omkostnader för den försäkrade. Inte heller täcks till exempel kostnader för verkställighet av dom, beslut eller avtal. 

### Självrisk och maximibelopp
Självrisken är (normalt) 20 procent av kostnaderna, dock har den försäkrade alltid att betala en viss grundsjälvrisk. 
Rättsskydden har en beloppsmässig maximigräns. Länsförsäkringar betalar vid varje tvist högst 200 000 kronor.